# Likari
Likari är ett samhälle i Bosnien och Hercegovina.   Det ligger i entiteten Republika Srpska, i den östra delen av landet, 80 km öster om huvudstaden Sarajevo. Likari ligger 269 meter över havet och antalet invånare är 212.
Terrängen runt Likari är huvudsakligen kuperad. Likari ligger nere i en dal.Närmaste större samhälle är Milići, 17,1 km väster om Likari. 
I omgivningarna runt Likari växer i huvudsak lövfällande lövskog. Runt Likari är det ganska tätbefolkat, med 67 invånare per kvadratkilometer.